# 1976 au Yukon
Chronologie du Yukon
- 1972
- 1973
- 1974
- 1975
- 1976
- 1977
- 1978
- 1979
- 1980

Cette page concerne des événements d'actualité qui se sont produits durant l'année 1976 dans le territoire canadien du Yukon.

## Politique
- Commissaire : James Smith (en) (jusqu'au 1er juillet) puis Arthur MacDonald Pearson (en)
- Législature : 23e

## Événements
- Création du Parc national et réserve de parc national de Kluane.
- Ouverture de la salle de quilles Mad Trappers Alleys.
- 30 mai : Ione Christensen (en) devient le 8e et la première femme à être maire de Whitehorse. Elle succède Paul Lucier qui a été nommé par Pierre Elliott Trudeau à être le premier sénateur de ce territoire en 1975.

## Naissances
- Joey Moi (en), auteur-compositeur-interprète